# 瀬戸健一郎
瀬戸 健一郎（せと けんいちろう、1962年（昭和37年）5月21日 - 2022年3月25日）は、日本の政治家、ポリティカルセオリスト。政治評論家。著述業。元草加市議会議員（6期）、同副議長、議長、議員団長、監査委員等歴任。日本マルタ友好協会会長、日本CBMC副理事長。CBMCアジア太平洋地区准理事、元公益財団法人YFU日本国際交流財団事務局長。日本アッセンブリーズ・オブ・ゴッド教団草加神召キリスト教会員、元聖公会員、元日本同盟基督教団石神井福音教会員。妻は草加市長で立憲民主党所属の前衆議院議員でもあった山川百合子。愛称は、せとけん。

## 来歴・人物
1962年（昭和37年）、東京で生まれる。練馬区立光和小学校、練馬区立石神井東中学校、東京都立荻窪高等学校入学。高校在学中に高校生米国派遣プログラムに参加し、米テキサス州ヒューストン学校区ベルエア高等学校（Bellaire High School）卒。高校の卒業式でのアメリカ合衆国下院ビル・アーチャー共和党議員との議論から「等身大の日米関係を実現したい」というビジョンを抱く。
獨協大学法学部法律学科在学中に学術協定第1期派遣学生として英国エセックス大学政治学部に認定留学。卒業後、日本政治総合研究所（会長・白鳥令獨協大学名誉教授）事務局長に就任。
1990年、草加市議会議員初当選。以降、6期連続当選、副議長、議長（全国最年少）、議員団長、監査委員等歴任する。＜草加市みんなでまちづくり自治基本条例＞を草加市みんなでまちづくり条例審査特別委員長として自治基本条例化、前文を起草し「だれもが幸せなまち」を明文化する（4期目）。
2013年7月、第23回参議院議員通常選挙で日本維新の会の比例区から出馬したが落選。
2013年9月、公益財団法人YFU日本国際交流財団（当時の理事長は大河原良雄）事務局長(Assistant National Director)に就任。
2015年、歴史否認の主張をしている日本を愛するキリスト者の会が設立されると、コメントをしている。
2016年1月、民主党埼玉県第3区総支部長（当時）、山川百合子の事務所長に就任。
2017年10月、衆議院議員（当時）山川百合子事務所長就任。
2020年、英国エセックス大学政治理論修士課程修了。
2022年3月25日、すい臓がんの為死去、59歳没。

## 著作
- 『時代のうねりに保守政権は持ちこたえられるか』月刊経済社、1989年10月1日<月刊経済>[23]
- 『米ソ首脳会談の地、マルタ共和国について』月刊経済社、1990年1月1日<月刊経済>[24]
- 『真の地方分権を実現するには――地域調整税の導入を』尾崎行雄記念財団、1994年6月15日<世界と議会>[25]
- 『公会計改革とアカウンタビリティ』尾崎行雄記念財団、1997年11月15日<世界と議会>[26]
- 『日本においても地方自治は民主主義の学校になりえるか』尾崎行雄記念財団、2003年11月1日<世界と議会>[2]
- 『三位一体改革--三兆円の税源移譲の実態』尾崎行雄記念財団、2009年02月01日<世界と議会>[3]
- 『日本を変える : 日本型情報スーパーハイウェイ構想と国土維新計画』尾崎行雄記念財団、2012年01月20日<世界と議会>[27]
- 『大阪都構想―挫折と総括』尾崎行雄記念財団、2015年08月20日<世界と議会>[5]